# Dorfkirche Marienwerder

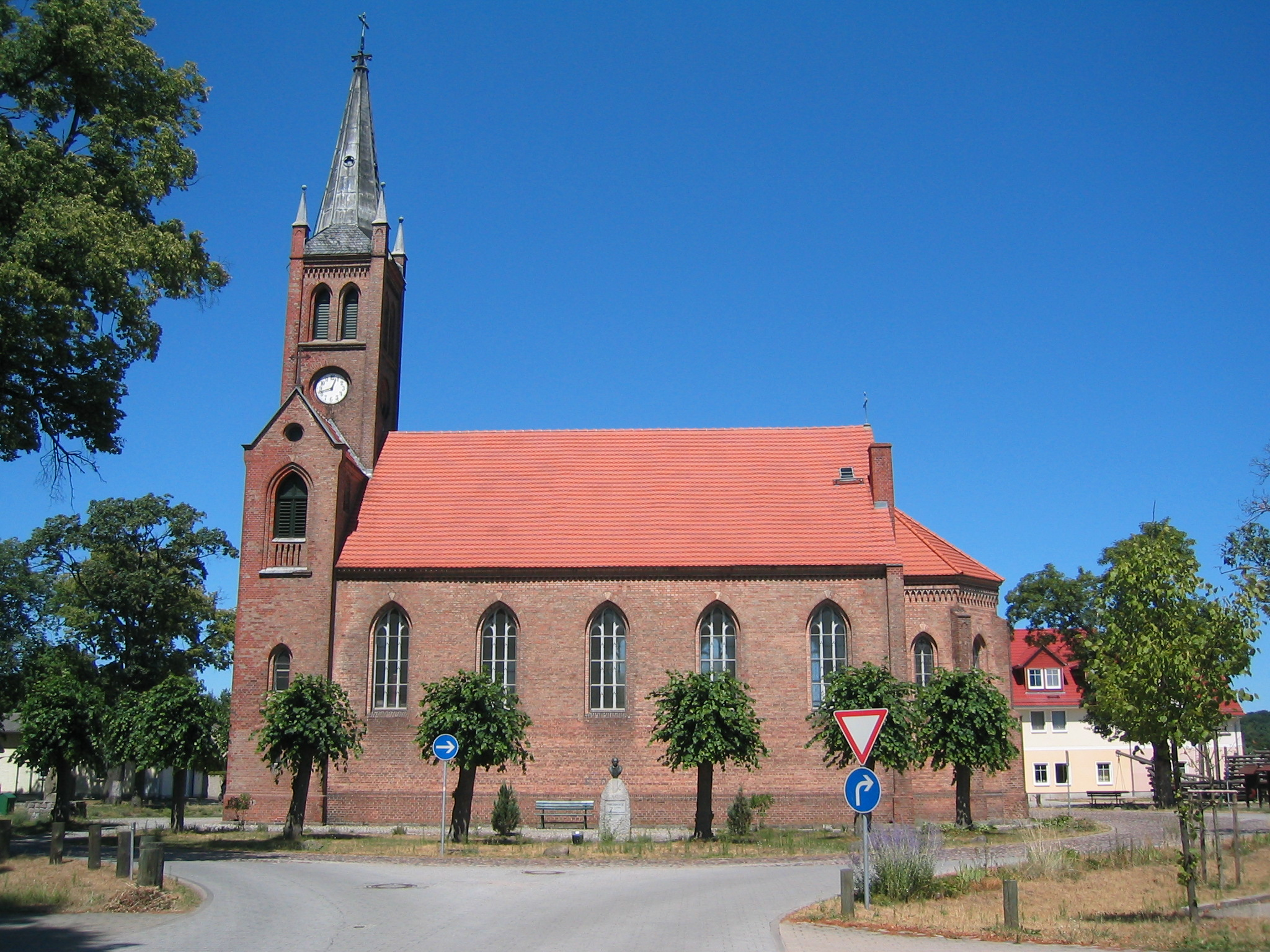
Dorfkirche Marienwerder

Die evangelische, denkmalgeschützte Dorfkirche Marienwerder steht in Marienwerder, einer Gemeinde im Landkreis Barnim von Brandenburg. Die Kirche gehört zur Gesamtkirchengemeinde Niederbarnim im Kirchenkreis Barnim der Evangelischen Kirche Berlin-Brandenburg-schlesische Oberlausitz.

## Beschreibung
Die Grundsteinlegung der neugotischen Saalkirche erfolgte am 3. Mai 1854, die Einweihung am 19. Dezember 1855. Sie besteht aus einem Langhaus, das mit einem Satteldach bedeckt ist, einer polygonalen Apsis mit einem Gesims unter der Dachtraufe im Osten, die von Strebepfeilern gestützt wird, und einem Westwerk, das etwas breiter ist als das Langhaus. Der quadratische Mittelteil des Westwerks, in dem sich das von Strebepfeilern flankierte Portal befindet, hat Lisenen an den Ecken, die von Fialen bekrönt sind. Er ist der Glockenturm, in dessen obersten Geschoss sich hinter den als Biforien gestalteten Klangarkaden der Glockenstuhl befindet. Die Turmuhr ist im Geschoss darunter eingebaut. Bedeckt ist der Glockenturm mit einem achtseitigen Knickhelm.
Der Innenraum des Langhauses ist mit einem offenen Dachstuhl überspannt, die Apsis ist innen mit einem Kreuzrippengewölbe bedeckt. Die Kirchenausstattung stammt aus der Bauzeit. Die Orgel mit neun Registern auf einem Manual und Pedal wurde 1874 von Albert Lang gebaut und 1986 überholt.